# Talsperre Sirindhorn
Die Talsperre Sirindhorn ist eine Talsperre mit Wasserkraftwerk im Landkreis Sirindhorn, Provinz Ubon Ratchathani, Thailand. Sie staut den Lam Dom Noi zu einem Stausee auf. 
Die Talsperre dient der Stromerzeugung und der Bewässerung. Mit ihrem Bau wurde im Juni 1968 begonnen; sie wurde 1971 fertiggestellt. Die Talsperre ist im Besitz der Electricity Generating Authority of Thailand (EGAT) und wird auch von EGAT betrieben. Sie wurde nach der Prinzessin Maha Chakri Sirindhorn benannt.

## Absperrbauwerk
Das Absperrbauwerk ist ein Steinschüttdamm mit Tonkern und einer Höhe von 42 m. Die Länge der Dammkrone beträgt 940 m; ihre Breite liegt bei 7,5 m. Die Hochwasserentlastung befindet sich auf der rechten Flussseite.

## Stausee
Bei einem Stauziel von 142,2 m erstreckt sich der Stausee über eine Fläche von rund 288 km² und fasst 1,967 Mrd. m³ Wasser. Auf dem Stausee wurde 2020 eine schwimmende Photovoltaik-Freiflächenanlage mit einer installierten Leistung von 45 MW errichtet.

## Kraftwerk
Die installierte Leistung des Kraftwerks beträgt mit drei Turbinen 36 MW. Die Jahreserzeugung liegt bei 90 Mio. kWh. Das Maschinenhaus befindet sich am Fuße der Talsperre auf der rechten Flussseite. 2021 wurde eine schwimmende Solaranlage auf dem Stausee installiert, welches die Leistung des Kraftwerks um 45 Megawatt erhöhte. Die Steuerungstechnik für die Photovoltaikanlage wurde von Siemens geliefert.

## Tourismus
Im Jahr 2021 wurde der Nature Walkway für Touristen eröffnet. Dieser Skywalk bietet Touristen einen guten Überblick über den Stausee.